# 皮耶韦-迪索利戈
皮耶韦-迪索利戈（義大利語：Pieve di Soligo），是意大利威尼托大区特雷维索省的一个市镇。总面积19平方公里，人口12131人，人口密度638.5人/平方公里（2009年）。国家统计（ISTAT）代码为026057。